# Copa Panamericana Bajo Techo de Hockey
La Copa Panamericana de Hockey Bajo Techo es un torneo de hockey sala organizado por la Federación Panamericana de Hockey (PAHF). La competencia se llevó a cabo por primera vez en el 2000. El equipo ganador de la Copa Panamericana Bajo Techo clasifica automáticamente a la Copa Mundial Bajo Techo de Hockey.
En torneo de caballeros, Canadá es el máximo campeón con 4 torneos ganados, Cuba y Estados Unidos ganaron el torneo una vez. En damas, Argentina ganó 2 ediciones al igual que Canadá, Cuba y Trinidad y Tobago ganaron una edición.

## Torneo masculino

### Resultados
| Año           | Sede                        | Final             | Final       | Final             | Partido por el tercer puesto | Partido por el tercer puesto | Partido por el tercer puesto |
| Año           | Sede                        | Campeón           | Resultado   | Subcampeón        | Tercero puesto               | Resultado                    | Cuarto puesto                |
| ------------- | --------------------------- | ----------------- | ----------- | ----------------- | ---------------------------- | ---------------------------- | ---------------------------- |
| 2002 Detalles | Rockville, Estados Unidos   | Canadá            | Round-robin | Estados Unidos    | Trinidad y Tobago            | Round-robin                  | México                       |
| 2004 Detalles | Valencia, Venezuela         | Cuba              | 5–4         | Estados Unidos    | Venezuela                    | 3–3 (3-1 PSO)                | Perú                         |
| 2005 Detalles | Kitchener, Canadá           | Canadá            | 5–3         | Trinidad y Tobago | Estados Unidos               | 7–6                          | Guyana                       |
| 2008 Detalles | San Juan, Argentina         | Estados Unidos    | 6-1         | Argentina         | Perú                         | 2-1                          | Uruguay                      |
| 2010 Detalles | Barquisimeto, Venezuela     | Canadá            | 6–3         | Estados Unidos    | Argentina                    | 4-2                          | Trinidad y Tobago            |
| 2014 Detalles | Montevideo, Uruguay         | Canadá            | 4–2         | Estados Unidos    | Guyana                       | 2-2 (2-1 PSO)                | Argentina                    |
| 2017 Detalles | Georgetown, Guyana          | Trinidad y Tobago | 7–0         | Argentina         | Canadá                       | 5-2                          | Guyana                       |
| 2021 Detalles | Spring City, Estados Unidos | Argentina         | 4–2         | Estados Unidos    |                              | Solo tres equipos            | Solo tres equipos            |

## Medalleros
| Núm. | País              | Oro | Plata | Bronce | Total |
| ---- | ----------------- | --- | ----- | ------ | ----- |
| 1.º  | Canadá            | 4   | 0     | 0      | 4     |
| 2.º  | Estados Unidos    | 1   | 4     | 1      | 6     |
| 3.º  | Cuba              | 1   | 0     | 0      | 1     |
| 4.º  | Argentina         | 1   | 2     | 1      | 4     |
| 4.º  | Trinidad y Tobago | 1   | 1     | 1      | 3     |
| 5.º  | Guyana            | 0   | 0     | 1      | 1     |
| 5.º  | Perú              | 0   | 0     | 1      | 1     |
| 5.º  | Venezuela         | 0   | 0     | 1      | 1     |

## Torneo femenino

### Resultados
| Año           | Sede                        | Final             | Final        | Final          |
| Año           | Sede                        | Campeón           | Resultado    | Subcampeón     |
| ------------- | --------------------------- | ----------------- | ------------ | -------------- |
| 2002 Detalles | Rockville, Estados Unidos   | Trinidad y Tobago | Round-robin  | México         |
| 2004 Detalles | Valencia, Venezuela         | Cuba              | Round-robin  | Venezuela      |
| 2005 Detalles | Kitchener, Canadá           | Canadá            | 2–1          | Estados Unidos |
| 2008 Detalles | San Juan, Argentina         | Argentina         | 4-2          | Estados Unidos |
| 2010 Detalles | Barquisimeto, Venezuela     | Argentina         | 0–0 (1-0 PS) | Uruguay        |
| 2014 Detalles | Montevideo, Uruguay         | Canadá            | 3–1          | Argentina      |
| 2017 Detalles | Georgetown, Guyana          | Estados Unidos    | 2-1          | Argentina      |
| 2021 Detalles | Spring City, Estados Unidos | Estados Unidos    | 3–0          | Canadá         |

## Medallero
| Núm. | País              | Oro | Plata | Bronce | Total |
| ---- | ----------------- | --- | ----- | ------ | ----- |
| 1.º  | Argentina         | 2   | 2     | 0      | 4     |
| 2.º  | Canadá            | 2   | 0     | 0      | 2     |
| 3.º  | Estados Unidos    | 1   | 2     | 3      | 6     |
| 4.º  | Trinidad y Tobago | 1   | 0     | 1      | 2     |
| 5.º  | Cuba              | 1   | 0     | 0      | 1     |
| 6.º  | México            | 0   | 1     | 1      | 2     |
| 7.º  | Uruguay           | 0   | 1     | 1      | 2     |
| 8.º  | Venezuela         | 0   | 1     | 0      | 1     |